# Карстен Нибур
Карстен Нибур (на немски: Carsten Niebuhr) е германски математик, картограф и пътешественик-изследовател на датска служба.

## Биография

### Произход и образование
Роден е на 17 март 1733 година в Людингворт (сега част от град Куксхавен, провинция Долна Саксония), Германия, в семейство на дребен фермер. В детските и юношеските си години помага на баща си във фермата, след което учи математика, геодезия и картография в Университета в Гьотинген и през 1760 г. постъпва на датска служба.
През 1760 г. по поръчение на датското правителство и подкрепено от краля Фредерик V се организира експедиция из страните на Близкия и Средния Изток, в която освен Нибур като картограф, участват още петима европейци – филолог, естественик, историк, картограф и лекар. Преди експедицията Нибур усилено изучава математика и арабски език.

### Експедиционна дейност (1761 – 1867)
През януари 1761 г. експедицията напуска Дания и по море достига до Александрия в Египет. От там европейците се изкачват по Нил, завиват на изток, пресичат Суецкия провлак и посещават планината Синай на Синайския п-ов. През октомври 1762 г. пътешествениците отплават за Джеда, след което по суша се добират до Моха, където през май 1763 г. от изтощение и преумора умират 2-ма от европейците – филологът и естественикът. Останалите членове на експедицията посещават Сана (първо посещение на европеец) – столицата на Йемен, но поради лошия климат се завръщат в Моха. От Моха останалите трима поемат по море към Бомбай в Индия, но по време на плаването умират още двама европейци, а при пристигането в Индия – и последният му спътник, и Нибур остава сам. Там той пребивава 14 месеца и след това през Маскат, Бушир, Шираз, руините на Персеполис и Вавилон, Багдад и Мосул през 1764 г. се добира до Халеб в Сирия. След това посещава Кипър, обикаля из Палестина, преминава през Бурса и Константинопол и през февруари 1867 г., след шестгодишно отсъствие единствен се завръща в Копенхаген.
По време на пътуването си Нибур първи определя точните географски координати на посетените обекти и дава цялостни описания на страните, през които минава на отиване и връщане. Неговите прецизни топографски скици дават възможност върху географските карти да се нанесат значителни територии. Изработва първата карта на източното крайбрежие на Червено море и първата карта и описание на йеменските земи. В Месопотамия пръв от европейците посещава свещените градове на шиитите Ен Неджеф и Кербала. Посещава руините на Персеполис – резиденцията на древните персийски царе. Копията му на клинописното писмо от Ниневия послужват на Гротефенд при първите опити за разшифроване на това писмо.

### Следващи години
След завръщането си от Азия, през 1773 г. Нибур се жени и няколко години служи като картограф в датската армия. През 1776 г. е избран за чуждестранен член на Шведската академия на науките. През 1778 г. се премества в градчето Мелдорф, където на 26 април 1815 година умира на 82-годишна възраст.

## Трудове
- „Beschreibung von Arabien“, Kopenhagen 1772
- „Reisebeschreibung nach Arabien und anderen umliegenden Ländern“, 2 Bände, Kopenhagen 1774 – 1778; Band 3: „Reisen durch Syrien und Palästina“, Hamburg 1837